# Moravská menšina na Slovensku

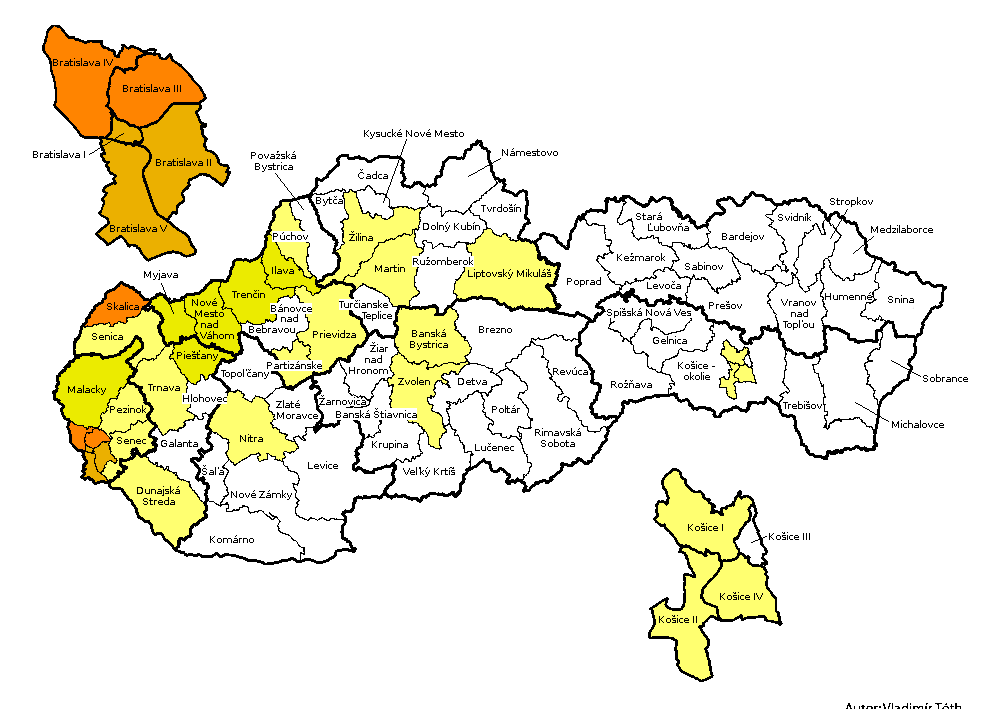
Zastoupení moravské národnosti ve slovenských okresech v roce 2011
0,20–0,25 %
0,15–0,20 %
0,10–0,15 %
0,05–0,10 %
0,00–0,05 %

Moravská národnostní menšina na Slovensku (slovensky Moravská národnostná menšina) je označení obyvatel Slovenska, kteří se hlásí k moravské národnosti. Slovensko oficiálně uznává status moravské národnosti jako národnostní menšiny, odlišné od české národnostní menšiny. V posledním slovenském sčítání lidu sčítací formulář obsahoval moravskou národnost výslovně předvyplněnou (spolu s ostatními národnostmi Slovenskem uznaných národnostních menšin).
Podle výsledků slovenského sčítání lidu žilo v roce 2011 na Slovensku 3 286 osob deklarujících moravskou národnost (0,1 % celkové populace), a to především v Bratislavském (966 osob) a Trenčínském kraji (540 osob). Moravská národnostní menšina je sedmou nejpočetnější národnostní menšinou na Slovensku, po maďarské, rómské, české, rusínské, ukrajinské a německé. Početně přesahuje menšinu polskou, ruskou, bulharskou, chorvatskou, srbskou a židovskou.
Podle sčítání lidu v roce 1991, kdy se poprvé začala ve slovenských sčítáních lidu moravská národnost uvádět, se k ní hlásilo 6 037 osob. V následujícím sčítání lidu v roce 2001 se na Slovensku k moravské národnosti hlásilo 2 348 osob.

## Organizace moravské národnostní menšiny

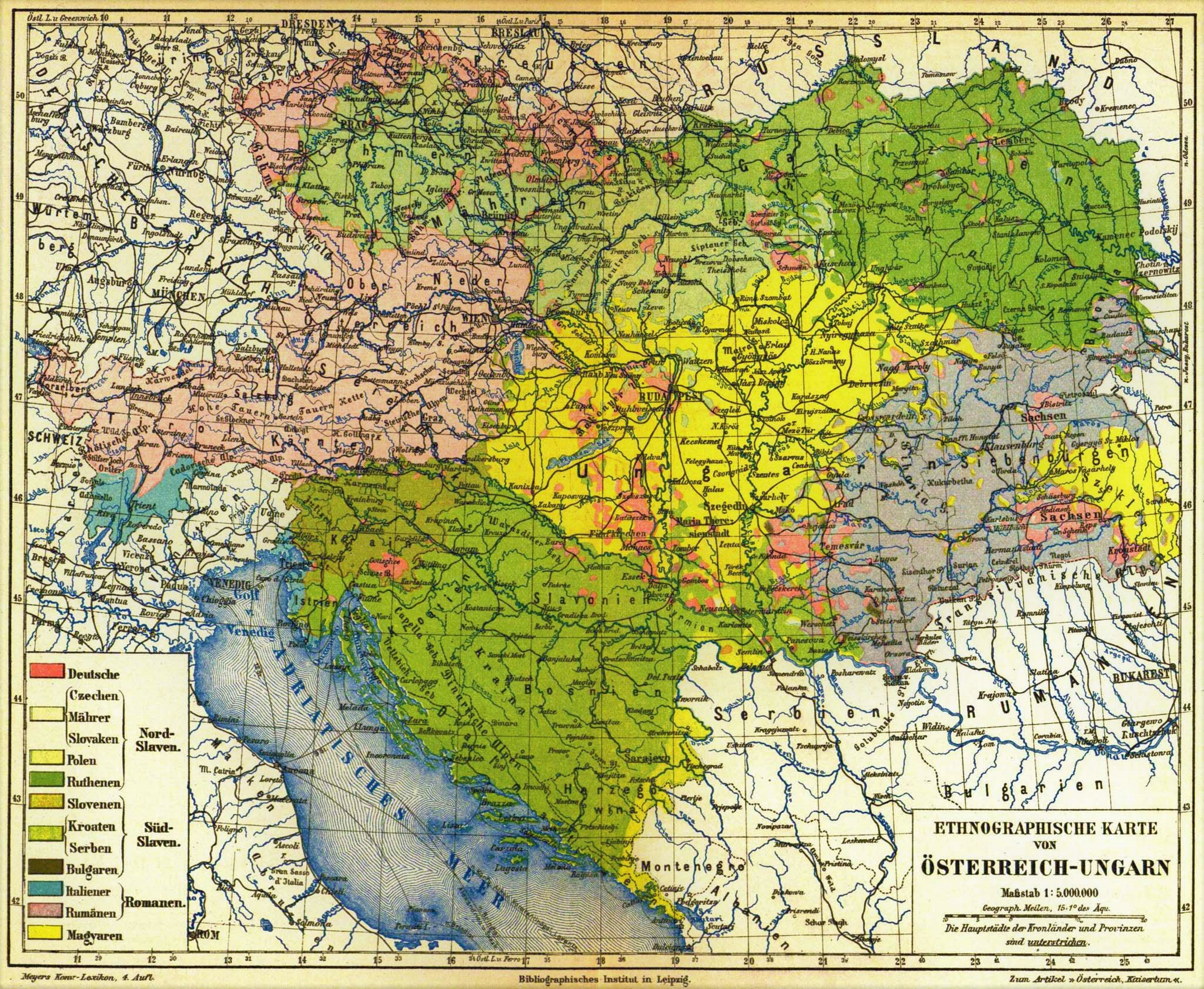
Moravané jsou spolu s Čechy a Slováky vedeni jako jeden národ (1885–1890).

Zájmy moravské národnostní menšiny zastupoval od roku 1994 Spolek Moravanů na Slovensku (slovensky Spolok Moravanov na Slovensku), působící především v oblasti Nitry a Prievidzy. Od roku 2004 činnost spolku postupně ustávala. Jeho funkci posléze převzalo občanské sdružení Moravský kulturní svaz (slovensky Moravský kultúrny zväz), založené v lednu 2007, které obyvatele Slovenska hlásící se k moravské národnosti, dodnes zastupuje i v Radě vlády Slovenské republiky pro národnostní menšiny a etnické skupiny.
Ve své činnosti se moravská menšina věnuje zejména navazování na společné historické, kulturní a společenské tradice národů Moravy a Slovenska, včetně např. tradic cyrilometodějských.

## Dějiny
První údaje o moravské národnosti na území Slovenska poskytlo československé sčítání lidu v roce 1991. V předchozích československých sčítáních lidu byla uváděna pouze československá národnost (od počátku se dvěma oddělenými částmi – národností českou a národností slovenskou), nebo později česká národnost a k moravské národnosti nebylo přihlíženo. V rakouských a později rakousko-uherských sčítáních lidu byly vedeny pouze osoby české-moravské-slovenské obcovací řeči, nikoliv osoby moravské obcovací řeči samostatně. Národnost nebyla vedena vůbec.

### Sčítání lidu v roce 1991

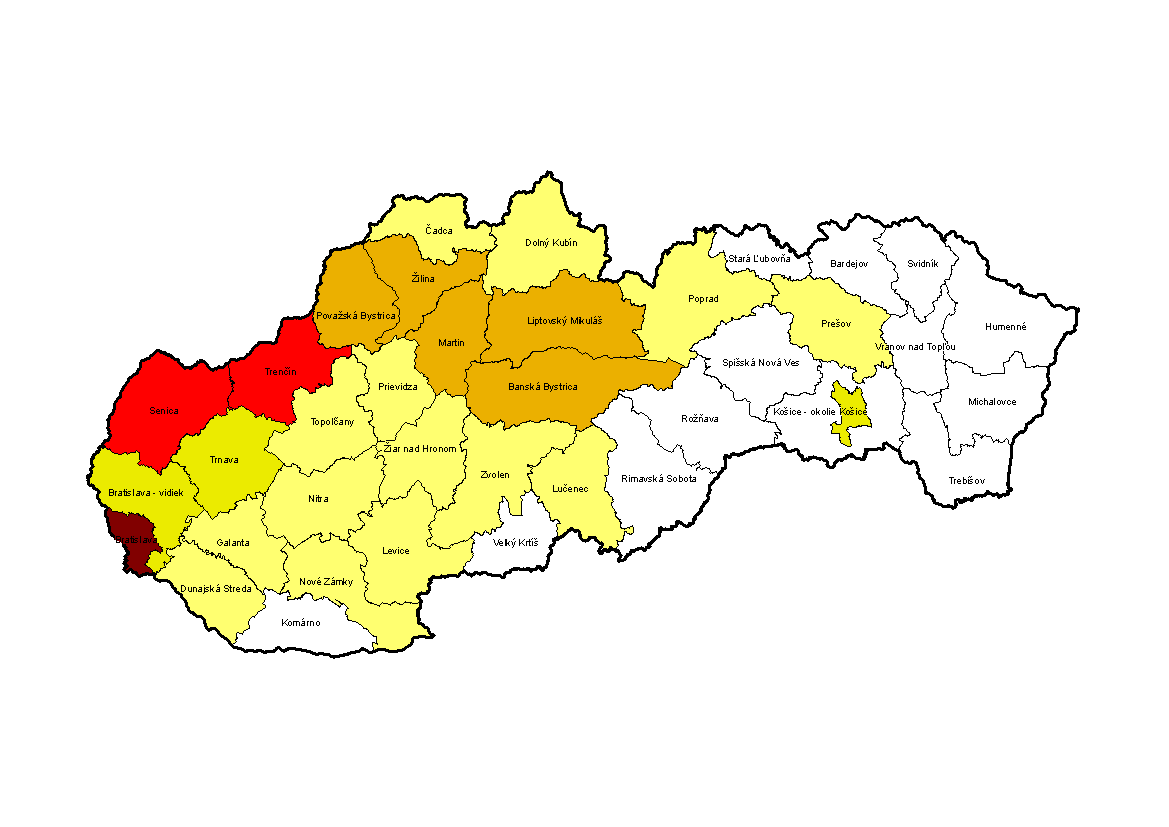
Zastoupení moravské národnosti ve slovenských okresech v roce 1991
nad 0,30 %
0,25–0,30 %
0,20–0,25 % (nepoužito)
0,15–0,20 %
0,10–0,15 %
0,05–0,10 %
0,00–0,05 %

V roce 1991 se k moravské národnosti na Slovensku přihlásilo celkem 6 037 osob (0,1 % celkové populace). Nejvíce osob hlásících se k moravské národnosti tehdy žilo v okresu Bratislava (1 393 osob, 0,32 %) a na západním Slovensku (v okresu Trenčín 479 osob, 0,27 %, v okresu Senica 388 osob, 0,26 %). Skupina osob hlásících se na Slovensku k moravské národnosti, tehdy představovala šestou nejpočetnější národnostní menšinu v zemi.
| Okres                                 | Počet | Podíl  |
| ------------------------------------- | ----- | ------ |
| Bratislava                            | 1 393 | 0,32 % |
| Bratislava-venkov (Bratislava-vidiek) | 174   | 0,12 % |
| Dunajská Streda                       | 70    | 0,06 % |
| Galanta                               | 82    | 0,06 % |
| Komárno                               | 48    | 0,04 % |
| Levice                                | 74    | 0,06 % |
| Nitra                                 | 160   | 0,08 % |
| Nové Zámky                            | 86    | 0,06 % |
| Senica                                | 388   | 0,26 % |
| Topoľčany                             | 116   | 0,07 % |
| Trenčín                               | 479   | 0,27 % |
| Trnava                                | 261   | 0,11 % |
| Celkem (bez Bratislavy)               | 1 938 | 0,11 % |
| Celkem (včetně Bratislavy)            | 3 331 | 0,15 % |

| Okres             | Počet | Podíl  |
| ----------------- | ----- | ------ |
| Banská Bystrica   | 268   | 0,15 % |
| Čadca             | 86    | 0,07 % |
| Dolný Kubín       | 65    | 0,05 % |
| Liptovský Mikuláš | 200   | 0,15 % |
| Lučenec           | 68    | 0,07 % |
| Martin            | 188   | 0,17 % |
| Považská Bystrica | 318   | 0,19 % |
| Prievidza         | 121   | 0,09 % |
| Rimavská Sobota   | 48    | 0,05 % |
| Veľký Krtíš       | 23    | 0,05 % |
| Zvolen            | 99    | 0,08 % |
| Žiar nad Hronom   | 63    | 0,07 % |
| Žilina            | 291   | 0,16 % |
| Celkem            | 1 838 | 0,11 % |

| Okres                         | Počet | Podíl  |
| ----------------------------- | ----- | ------ |
| Bardejov                      | 11    | 0,01 % |
| Humenné                       | 48    | 0,04 % |
| Košice-město (Košice-mesto)   | 282   | 0,12 % |
| Košice-venkov (Košice-vidiek) | 35    | 0,04 % |
| Michalovce                    | 54    | 0,05 % |
| Poprad                        | 132   | 0,09 % |
| Prešov                        | 115   | 0,06 % |
| Rožňava                       | 42    | 0,05 % |
| Spišská Nová Ves              | 54    | 0,04 % |
| Stará Ľubovňa                 | 12    | 0,03 % |
| Svidník                       | 16    | 0,04 % |
| Trebišov                      | 58    | 0,05 % |
| Vranov nad Topľou             | 9     | 0,01 % |
| Celkem                        | 868   | 0,06 % |

### Sčítání lidu v roce 2001
| Kraj            | 2001 | 2011 |
| --------------- | ---- | ---- |
| Bratislavský    | 745  | 966  |
| Trnavský        | 167  | 387  |
| Trenčínský      | 370  | 540  |
| Nitranský       | 186  | 248  |
| Žilinský        | 297  | 377  |
| Banskobystrický | 201  | 292  |
| Prešovský       | 171  | 217  |
| Košický         | 211  | 259  |
| Celkem          | 2348 | 3286 |

V červenci roku 2000 oslovil Petr Uhl, předseda Rady vlády pro národnostní menšiny, vládu Slovenské republiky s požadavkem na vyřazení moravské národnosti ze seznamu státem oficiálně uznávaných menšin. O rok později proběhlo na Slovensku sčítání lidu. Ve sčítacích arších bylo předepsaných 12 národností, které bylo možné zaškrtnout (slovenská, česká, maďarská, romská, rusínská, ukrajinská, německá, polská, chorvatská, srbská, ruská a židovská), moravská mezi nimi však chyběla. Spolek Moravanů na Slovensku tento krok označil za diskriminaci a porušování lidských práv Moravanů. Slovenský statistický úřad se hájil tím, že se snaží dosáhnout maximální srozumitelnosti a jednoduchosti pro co největší počet lidí a kdokoli má možnost vepsat svou národnost do kolonky „jiná“. O uvedení národností na arších rozhodoval podle vyjádření Statistického úřadu počet lidí, který se k nim přihlásil v předchozím sčítání v roce 1991 – uvedeny byly pouze ty nejpočetnější. Podle výsledků tohoto sčítání byla moravská národnost nicméně sedmou nejpočetnější národností s vyšším zastoupením než národnost německá, polská, chorvatská, srbská, ruská a židovská, které ve sčítacích arších v roce 2001 všechny uvedeny byly.
Podle Stanislava Doláka, tehdejšího předsedy Spolku Moravanů na Slovensku, nebylo vynechání moravské národnosti z archů jen technickou záležitostí, ale i důsledkem politického tlaku z Česka. S odvoláním na Pála Csákyho, předsedu rady vlády pro národnostní menšiny a etnické skupiny, jemuž byl Uhlův dopis adresován, uvedl, že se ozývá nevůle ze strany ministerstva zahraničních věcí. Když sdružení žádalo o uvedení moravské národnosti do archů, dostalo se jim odpovědi, že k tomu může dát souhlas pouze vláda. K přidání národnosti bulharské naproti tomu stačilo rozhodnutí rady vlády.
V tomto sčítání deklarovalo moravskou národnost 2 348 osob. Oproti roku 1991 to znamenalo téměř dvoutřetinový pokles. Moravská menšina tehdy patřila co do počtu k nejmenším národnostním menšinám na Slovensku, mezi všemi menšinami se umístila na osmé pozici.

### Sčítání lidu v roce 2011
V následujícím sčítání lidu, které se uskutečnilo v roce 2011, byla moravská národnost v arších již předepsaná. Počet osob, které moravskou národnost deklarovaly, oproti sčítání v roce 2001 vzrostl na 3 286.
| Bratislavský kraj  | Bratislavský kraj | Bratislavský kraj |  | Trnavský kraj        | Trnavský kraj        | Trnavský kraj        |  | Trenčínský kraj      | Trenčínský kraj | Trenčínský kraj |  | Nitranský kraj               | Nitranský kraj | Nitranský kraj |  |
| Okres              | Počet             | Podíl             |  | Okres                | Počet                | Podíl                |  | Okres                | Počet           | Podíl           |  | Okres                        | Počet          | Podíl          |  |
| Bratislava I       | 74                | 0,19 %            |  | Dunajská Streda      | 67                   | 0,06 %               |  | Bánovce nad Bebravou | 12              | 0,03 %          |  | Komárno                      | 29             | 0,03 %         |  |
| Bratislava II      | 211               | 0,19 %            |  | Galanta              | 35                   | 0,04 %               |  | Ilava                | 75              | 0,12 %          |  | Levice                       | 34             | 0,03 %         |  |
| Bratislava III     | 126               | 0,21 %            |  | Hlohovec             | 9                    | 0,02 %               |  | Myjava               | 37              | 0,13 %          |  | Nitra                        | 93             | 0,06 %         |  |
| Bratislava IV      | 186               | 0,20 %            |  | Piešťany             | 65                   | 0,10 %               |  | Nové Mesto nad Váhom | 86              | 0,14 %          |  | Nové Zámky                   | 35             | 0,02 %         |  |
| Bratislava V       | 186               | 0,17 %            |  | Senica               | 41                   | 0,07 %               |  | Partizánske          | 29              | 0,06 %          |  | Šaľa                         | 20             | 0,04 %         |  |
| Malacky            | 76                | 0,11 %            |  | Skalica              | 103                  | 0,22 %               |  | Považská Bystrica    | 28              | 0,04 %          |  | Topoľčany                    | 23             | 0,03 %         |  |
| Pezinok            | 53                | 0,09 %            |  | Trnava               | 67                   | 0,05 %               |  | Prievidza            | 85              | 0,06 %          |  | Zlaté Moravce                | 14             | 0,03 %         |  |
| Senec              | 54                | 0,08 %            |  |                      |                      |                      |  | Púchov               | 32              | 0,07 %          |  |                              |                |                |  |
|                    |                   |                   |  |                      |                      |                      |  | Trenčín              | 156             | 0,14 %          |  |                              |                |                |  |
| Celkem             | 966               | 0,16 %            |  | Celkem               | 387                  | 0,07 %               |  | Celkem               | 540             | 0,09 %          |  | Celkem                       | 248            | 0,04 %         |  |
|                    |                   |                   |  |                      |                      |                      |  |                      |                 |                 |  |                              |                |                |  |
| Žilinský kraj      | Žilinský kraj     | Žilinský kraj     |  | Banskobystrický kraj | Banskobystrický kraj | Banskobystrický kraj |  | Prešovský kraj       | Prešovský kraj  | Prešovský kraj  |  | Košický kraj                 | Košický kraj   | Košický kraj   |  |
| Okres              | Počet             | Podíl             |  | Okres                | Počet                | Podíl                |  | Okres                | Počet           | Podíl           |  | Okres                        | Počet          | Podíl          |  |
| Bytča              | 6                 | 0,02 %            |  | Banská Bystrica      | 97                   | 0,09 %               |  | Bardejov             | 8               | 0,01 %          |  | Gelnica                      | 0              | 0,00 %         |  |
| Čadca              | 28                | 0,03 %            |  | Banská Štiavnica     | 4                    | 0,02 %               |  | Humenné              | 28              | 0,04 %          |  | Košice I                     | 38             | 0,06 %         |  |
| Dolný Kubín        | 15                | 0,04 %            |  | Brezno               | 28                   | 0,04 %               |  | Kežmarok             | 20              | 0,03 %          |  | Košice II                    | 64             | 0,08 %         |  |
| Kysucké Nové Mesto | 10                | 0,03 %            |  | Detva                | 12                   | 0,04 %               |  | Levoča               | 1               | 0,00 %          |  | Košice III                   | 13             | 0,04 %         |  |
| Liptovský Mikuláš  | 66                | 0,09 %            |  | Krupina              | 4                    | 0,02 %               |  | Medzilaborce         | 0               | 0,00 %          |  | Košice IV                    | 32             | 0,05 %         |  |
| Martin             | 80                | 0,08 %            |  | Lučenec              | 10                   | 0,01 %               |  | Poprad               | 49              | 0,05 %          |  | Košice-okolí (Košice-okolie) | 31             | 0,03 %         |  |
| Námestovo          | 5                 | 0,01 %            |  | Poltár               | 6                    | 0,03 %               |  | Prešov               | 54              | 0,03 %          |  | Michalovce                   | 31             | 0,03 %         |  |
| Ružomberok         | 23                | 0,04 %            |  | Revúca               | 4                    | 0,01 %               |  | Sabinov              | 13              | 0,02 %          |  | Rožňava                      | 12             | 0,02 %         |  |
| Turčianske Teplice | 4                 | 0,02 %            |  | Rimavská Sobota      | 20                   | 0,02 %               |  | Snina                | 6               | 0,02 %          |  | Sobrance                     | 2              | 0,01 %         |  |
| Tvrdošín           | 8                 | 0,02 %            |  | Veľký Krtíš          | 7                    | 0,02 %               |  | Stará Ľubovňa        | 18              | 0,03 %          |  | Spišská Nová Ves             | 18             | 0,02 %         |  |
| Žilina             | 132               | 0,09 %            |  | Zvolen               | 69                   | 0,10 %               |  | Stropkov             | 3               | 0,01 %          |  | Trebišov                     | 18             | 0,02 %         |  |
|                    |                   |                   |  | Žarnovica            | 8                    | 0,03 %               |  | Svidník              | 8               | 0,02 %          |  |                              |                |                |  |
|                    |                   |                   |  | Žiar nad Hronom      | 23                   | 0,05 %               |  | Vranov nad Topľou    | 9               | 0,01 %          |  |                              |                |                |  |
| Celkem             | 377               | 0,05 %            |  | Celkem               | 292                  | 0,04 %               |  | Celkem               | 217             | 0,03 %          |  | Celkem                       | 259            | 0,03 %         |  |